# Moose (catch)
Quinn Ojinnaka (né le 23 avril 1984 à Seabrook, Maryland) est un catcheur (lutteur professionnel) américain plus connu sous le nom de Moose. Il travaille actuellement à Impact Wrestling. C'est également un ancien footballeur américain qui occupait le poste de lineman offensif. Il a joué durant quatre saisons en NFL avec les Atlanta Falcons avant de rejoindre les New England Patriots, les St. Louis Rams et les Indianapolis Colts.
Il décide de devenir catcheur fin 2012 et lutte dans un premier temps sur le circuit indépendant nord-américain avant de signer un contrat avec la Ring of Honor en 2014, et y reste jusqu'en 2016 avant de rejoindre la Total Nonstop Action Wrestling où il remporta le Impact Grand Championship à deux reprises ainsi que le TNA World Championship à deux reprises également. Il est l'actuel TNA X Division Champion

## Carrière dans le football américain

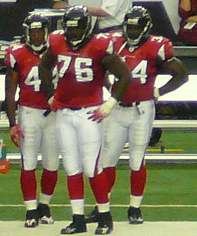
Quinn Ojinnaka (no 76) avec le maillot des Falcons.

Il étudie à l'Université de Syracuse où il intègre l'équipe universitaire de football américain des Orange de Syracuse au poste d'offensive lineman. Lors de ses quatre années universitaires, Il participe à 44 matchs dont 23 comme titulaire.
Il est ensuite sélectionné par les  Falcons d'Atlanta lors du 5e tour de la draft 2006 de la NFL (139e choix global) et y entame une carrière professionnelle. En 2006, lors de sa saison rookie, il participe à 11 matchs. Il joue son premier match contre les Buccaneers de Tampa Bay en remplacement de Wayne Gandy sorti sur blessure. Il joue 11 matchs la saison suivante réussissant 2 tackles,. Après être resté deux saisons supplémentaires chez les Falcons, (et  joué un total de 39 matchs en 4 saisons), il décide de rejoindre les Patriots de la Nouvelle-Angleterre en août 2010. Il participera à 8 matchs en tant que réserviste.
Le 5 octobre 2011, il rejoint les Colts d'Indianapolis et y joue au cours de 9 matchs. En 2012, il joue 6 matchs pour le compte des St. Louis Rams.
En octobre 2012, il met fin à sa carrière de footballeur américain et annonce sa volonté de devenir catcheur.
Comme professionnel, il aura participé, au cours de ses 9 saisons en NFL, à 62 matchs dont 20 en tant que titulaire.

## Carrière au catch

### Circuit indépendant (2014-...)
Le 28 septembre 2018 lors de AAW Jim Lynam Memorial Tournament Day-1, il perd contre Sami Callihan.

### Ring of Honor (2014-2016)

#### Débuts et rivalités avec R.D. Evans et Cedric Alexander (2014-2015)
Il fait ses débuts au sein de la Ring of Honor le 25 janvier dans un dark match par équipe de trois qu'il remporte. Après plusieurs matchs non télévisés, il fait une apparition lors du pay-per-view Best in the World 2014, où il annonce la signature d'un contrat avec la fédération, celle-ci s'effectuant deux jours après cet évènement.

#### À la quête d'un titre (2015-2016)
Il entame ensuite une rivalité avec Michael Elgin, qui est challenger pour le titre mondial de la ROH. Le 18 décembre, lors de Final Battle 2015, il perd contre Michael Elgin.
Lors de Global Wars 2016, lui et Kazuchika Okada battent Hiroshi Tanahashi et Michael Elgin. Lors de Best in the World (2016), lui, Hanson et Raymond Rowe perdent contre Bullet Club (Adam Cole et The Young Bucks).

### Total Nonstop Action Wrestling/Global Force Wrestling/Impact Wrestling (2016–...)

#### Débuts et Double Impact Grand Champion (2016-2017)
Le 6 juillet, la Major League Wrestling, une fédération de catch, annonce sur son compte Twitter que Moose vient de signer un contrat avec la Total Nonstop Action Wrestling (TNA). Ojinnaka réfute cette déclaration avant de signer un contrat de deux ans avec TNA une semaine plus tard. Son salaire s'élève à environ 80 000 dollars la première année et 96 000 dollars la seconde année.
Le 12 juillet, il fait ses débuts à la Total Nonstop Action Wrestling (TNA) en interrompant le main event de Destination X 2016 entre le TNA World Heavyweight Champion Lashley et le TNA X Division Champion Eddie Edwards, lors duquel il s'aligne avec Mike Bennett et Maria Kanellis, faisant ses débuts à la fédération en tant que heel.
Lors de l'Impact Wrestling du 13 octobre, il bat Ethan Carter III. Lors de l'Impact Wrestling du 1er décembre, il répond au défi ouvert de Aron Rex et le bat pour remporter le Impact Grand Championship en 1:45 lors du premier round.
Lors de l'impact Wrestling du 19 janvier 2017, il perd le titre contre Drew Galloway.
Lors de l'impact Wrestling du 2 mars, il se bat avec Cody et les deux hommes sont obligés d’être séparé par le reste du roster et plus tard dans la soirée, il bat Drew Galloway et remporte le Impact Grand Championship pour la deuxième fois. Lors de l'impact Wrestling du 30 mars, il conserve le titre contre Cody. Lors de l'Impact Wrestling du 1er juin, il conserve le titre contre Eli Drake.
Lors de l'Impact Wrestling du 3 août, il perd le titre contre Ethan Carter III.
Le 22 février à Impact, il perd un no disqualification match contre Alberto El Patron. Le 15 mars 2018 à Impact, il décroche l'une des 4 mallettes lors du Feast or Fired match tout comme EC3, Petey Williams et Eli Drake, ce match impliquait aussi Tyrus, Idris Abraham, Taiji Ishimori, the Cult of Lee, KM et Roht Raiju. Le 22 mars à Impact, il ouvre sa mallette et obtient un match de championnat pour le Impact World Championship. Le 4 avril à Impact, il perd sa mallette feast or fired contre Eli Drake au cours d'un match où les mallettes des deux hommes étaient en jeu. Le 6 avril lors de Impact Wrestling vs Lucha Underground, il perd un Six-Dance contre Matanza, impliquant également Matt Sydal, Caleb Konley, Jack Evans et Chavo Guerrero Jr. Le 12 avril à Impact, il bat Sami Callihan par disqualification, après le match il est attaqué par oVe, il est secouru par Eddie Edwards, Alisha et Tommy Dreamer. Le 22 avril à Redemption, Tommy Dreamer, Moose et Eddie Edwards perdent contre Ohio Versus Everything. Le 26 avril à Impact, Moose bat Braxton Sutter. Le 3 mai à Impact, il est défié par Jimmy Jacobs de battre Kongo Kong. Le 10 mai lors de l'épisode d'Impact, il bat Kongo Kong par disqualification sur un ring de la House of Hardcore, après le match il est attaqué par Kong. Le 17 mai à Impact, il vient en aide à Grado qui se faisait attaquer par Kongo Kong et Jimmy Jacobs. Le 24 mai à Impact, il bat Kongo Kong. Le 7 juin à Impact, il s'attaque à Eli Drake qui le provoquait mais ce dernier prendra le dessus en portant un low blow et un Gravity Train sur Moose, ils s'affronteront la semaine suivante pour déterminer le prochain challenger de Austin Aries pour le Impact World Title. Le 14 juin à House of Hardcore 43, il bat Eli Drake et devient premier aspirant au Impact World Title. Le 19 juillet à Impact, il confronte Austin Aries en vue de leur match prévu pour Slammiversary, Aries frappe Moose avec une chaise mais ce dernier prendra le dessus faisant fuir Aries.
Le 22 juillet à Slammiversary, il ne parvient pas à remporter le Impact World Championship de Aries.
Il effectue son retour le 23 août à Impact, venant en aide à Eddie Edwards qui subissait les assauts de Killer Kross et du champion du monde de Impact : Austin Aries, faisant fuir ces derniers.

#### Heel Turn (2018-2021)
Le 30 août lors de Impact ReDefined, il porte un Spear sur Eddie Edwards en plein match par équipe avec ce dernier contre Austin Aries & Killer Kross effectuant ainsi un Heel Turn. Après le match, Aries, Kross et Moose continuent de s'en prendre à Edwards, le frappant à la nuque avec une chaise. La semaine suivante à Impact, ils infligent le même traitement à Johnny Impact.
Le 27 septembre à Impact, Moose et Killer Kross battent Eddie Edwards & Johnny Impact. Le 11 octobre à Impact, Aries, Moose et Killer Kross battent Johnny Impact, Eddie Edwards et Fallah Bahh.
Le 14 octobre lors de Bound for Glory 2018, Moose perd par disqualification contre Eddie Edwards après que ce dernier se soit fait attaquer par Killer Kross. Après le match, il est secouru par Tommy Dreamer ce qui mène à un match par équipe au cours duquel Dreamer et Edwards battent Moose et Kross. Le 25 octobre à Impact, il gagne avec Killer Kross contre KM & Fallah Bahh bien qu'il se soit fait enlever par Eddie Edwards pendant le match. Edwards et Moose continuèrent de se battre dans les coulisses après le match.
Le 7 novembre à Impact, il bat Eddie Edwards. Le 6 décembre à Impact, Moose & Tessa Blanchard perdent par soumission contre Taya Valkyrie et Johnny Impact. Après le match, ils attaquent leurs adversaires mais ces derniers sont secourus par Brian Cage. La semaine suivante à Impact, Moose bat Brian Cage par disqualification après s'être fait attaquer par Eddie Edwards.
Le 6 janvier 2019 lors de Impact Wrestling Homecoming, il perd au cours d'un Falls Count Anywhere match contre Eddie Edwards. Le 11 janvier à Impact, il permet à Killer Kross de battre Johnny Impact en intervenant au cours d'un match les opposants. Le 18 janvier à Impact, en compagnie de Killer Kross, il attaque Johnny Impact & Brian Cage. Plus tard, il perd contre Brian Cage. Le 1er février à Impact, Moose & Killer Kross battent Brian Cage & Johnny Impact à la suite d'une altercation entre Cage et Johnny.
Le 15 février lors de Uncaged, Moose perd au cours d'un 4-Way match pour le titre mondial de Impact impliquant Killer Kross, Brian Cage et Johnny Impact au profit de ce dernier.  En mars, Moose entra en rivalité avec les Rascalz (Trey, Dez et Wentz). Il affronta les membres du groupe un par un au fil des semaines. Le 22 mars à Impact, il bat Trey, le 12 avril, il bat Wentz mais le 19 avril, il perd contre Dez sur un roll-up à la suite d'interventions de Wentz et Trey. Le 10 mai à Impact, Moose et Josh Alexander perdent contre The Latin American XChange.
Lors de l'épisode de Impact du 21 janvier 2020, il perd au cours d'un triple threat match contre Taurus impliquant également Rhino. Lors de l'épisode de la semaine suivante, il bat Taurus. Le 4 février à Impact, Moose attaque Rhino et Taurus lors d'un match opposant les deux hommes mais il est chassé du ring à la suite d'un Gore de Rhino.

#### TNA World Heavyweight Champion (2020-2021)
Le 31 mars à Impact, il bat le "TNA Original" : Kid Kash. Le 28 avril lors de Impact Rebellion (2020), Moose fait revenir le TNA World Heavyweight Championship (version 2011-2017) et s'auto-proclame "champion" après avoir battu Hernandez et Michael Elgin.
Les 12 et 19 mai à Impact, il conserve son titre non-officiel en battant Suicide. Le 16 juin à Impact, il "conserve" son titre non-officiel en battant Hernandez. Après le combat la musique d'entrée de EC3 (qui n'est pas apparu à Impact depuis 2017) retenti mais personne n'apparaît.
Lors de Slammiversary XVIII, il conserve son titre en battant Tommy Dreamer. Le 18 août à Impact, il conserve son "titre" en battant Trey. Après le match, il se fait attaquer par EC3 qui lui vola sa ceinture. Sur plusieurs semaines, cette rivalité avec EC3 continua via des promos sans affrontement direct. Lors de Bound for Glory, il bat EC3. Lors de Turning Point, il perd contre Willie Mack par disqualification. Le 17 novembre à Impact, il bat Mack lors d'un match sans disqualification. Le 1er décembre à Impact, il attaque Mack qui sera secouru par Rich Swann. Le 15 décembre à Impact, un "I quit" match est annoncé pour Genesis, il opposera Moose à Mack. Le 9 janvier lors de Genesis, Moose perd contre Mack lors d'un "i quit" match. Lors de Hard to Kill, il remplace Alex Shelley au cours d'un six-man tag team match, perdant avec Chris Sabin et Rich Swann contre The Elite (Kenny Omega et les Good Brothers). Le 2 février à Impact, Moose et Chris Bey battent Tommy Dreamer et le champion du monde d'Impact (Rich Swann).
Le 23 février 2021, le championnat du monde poids-lourds de la TNA de Moose devient officiel alors que Scott D'Amore annonce que Moose le défendra contre Rich Swann au cours d'un match d'unification des championnats du monde d'Impact et de la TNA, le vainqueur affrontera Kenny Omega lors d'un title vs. title match à Rebeliion. Lors de Sacrifice, il perd son titre au profit de Rich Swann au cours d'un title vs title match,.

#### Course au IMPACT World Championship (2021-...)
Le 22 mars, il effectue son retour à Impact, souhaitant bonne chance à Swann pour son match face à Kenny Omega à Rebellion, il lui conseille de ne pas perdre ses titres sous peine d'en subir les conséquences. Lors de Under Siege, il remporte un 6-Way match face à Chris Sabin, Chris Bey, Matt Cardona, Sami Callihan et Trey Miguel et devient premier aspirant au championnat du monde d"Impact. Le 20 mai à Impact, il confronte Kenny Omega qu'il affrontera le 12 juin à Against All Odds pour le championnat du monde d'Impact.
Lors de Against All Odds (2021), il perd contre Kenny Omega à la suite d'une intervention des Young Bucks et ne remporte pas le Impact World Championship.
Lors de Bound for Glory (2021), il remporte le Call Your Shot Gauntlet Match où le gagnant pouvait choisir n'importe quel match de championnat de son choix et utilise son droit le soir même pour affronter et battre Josh Alexander pour remporter le Impact World Championship,.

### ALL IN (2018)
Le 1er septembre 2018 lors du show indépendant ALL IN, il perd une bataille royale déterminant le premier aspirant au ROH World Championship au profit de Flip Gordon.

## Palmarès
- German Wrestling Federation
  - 1 fois GWF World Heavyweight Champion

- Première Wrestling Xperience
  - 1 fois PWX Innovative Television Champion[1]

- Pro Wrestling Illustrated[74]
  - 2015 : 154e
  - Rookie de l'année 2015

- Southern Championship Wrestling Florida
  - 1 fois SCW Florida Heavyweight Champion[1]

- Southern Wrestling Association
  - Rhymer Cup (2015) – avec AR Fox[75]

- Total Nonstop Action Wrestling
  - 2 fois TNA World Champion
  - 1 fois TNA World Heavyweight Champion
  - 1 fois TNA X Division Champion (actuel)
  - 2 fois TNA/Impact Grand Champion
  - TNA Joker's Wild (2017)
  - Feast or Fired (2018, 2023 - Impact World Championship)
  - Call Your Shot Gauntlet Trophy (2021)

## Récompenses des magazines
- Pro Wrestling Illustrated

| Année | 2015 | 2016 | 2017 | 2018 | 2019 | 2020 | 2021 | 2022 | 2023 | 2024 |
| ----- | ---- | ---- | ---- | ---- | ---- | ---- | ---- | ---- | ---- | ---- |
| Rang  | 154  | 104  | 55   | 108  | 128  | 148  | 40   | 21   | 220  | 15   |